# Volksfeest Havelte
Het Volksfeest Havelte is een jaarlijks terugkerend feest eind augustus of begin september gehouden in Havelte in de Nederlandse provincie Drenthe.
In 2008 werd het voor de dertigste keer gehouden.
Het evenement duurt meerdere dagen. Onder andere is er een kermis voor zowel de jongere als de oude bezoekers. Er zijn diverse optredens van artiesten. Het hoogtepunt is de optocht, waarbij de beste wagens een prijs krijgen. 

## Optocht
De optocht van Havelte bestaat uit twee categorieën: de versierde wagens en de allerhande wagens. Een jury  beoordeelt de wagens en aan het einde van de dag is er een prijsuitreiking voor de mooiste wagen. De route is door het dorp met meerdere plaatsen langs de weg om het te bekijken. 